# Sarah Gilbert
Dame Sarah Catherine Gilbert (Kettering, 2 aprile 1962) è una biologa e imprenditrice britannica professoressa di vaccinologia all'Università di Oxford e co-fondatrice di Vaccitech.
Specializzata nello sviluppo di vaccini contro l'influenza e altri agenti patogeni virali, la Gilbert ha guidato lo sviluppo e il test di un vaccino antinfluenzale universale, che è stato sottoposto a studi clinici nel 2011. Il giorno di Capodanno del 2020, la dottoressa Gilbert lesse su ProMED-mail il caso di quattro persone che a Wuhan, in Cina, erano state colpite da una strana polmonite di causa sconosciuta, che poi sarà chiamata COVID-19, e decise quindi di mettersi all'opera, con il suo team di ricerca presso la Vaccitech, azienda da lei co-fondata nel 2016, per ideare e realizzare un vaccino contro la malattia. Il 30 dicembre 2020, l'utilizzo di tale vaccino, sviluppato assieme all'Oxford Vaccine Group e diventato noto come "vaccino anti COVID-19 AstraZeneca", è stato approvato nel Regno Unito e, da lì in poi, in diversi altri paesi.

## Biografia

### Infanzia ed educazione
Nata a Kettering, una cittadina del Northamptonshire, e figlia di un direttore di calzaturificio e una maestra elementare, Sarah Gilbert ha lì frequentato la Kettering High School for Girls, dove, stando a quanto da lei dichiarato, si è resa conto per la prima volta di voler lavorare in campo medico. Nel 1983, dopo essersi laureata in scienze biologiche presso l'Università dell'Anglia Orientale, dove peraltro ha anche imparato a suonare il sassofono, la Gilbert si è trasferita all'Università di Hull, dove nel 1986 ha conseguito un dottorato di ricerca, con una tesi sulla genetica e la biochimica del lievito Rhodosporidium toruloides.
Nel 1998 Sarah Gilbert ha dato alla luce tre gemelli e il suo compagno ha rinunciato alla propria carriera per prendersi cura dei figli.

### Carriera e lavoro di ricerca
Dopo aver conseguito il dottorato, Sarah Gilbert ha lavorato come ricercatrice in campo industriale presso Brewing Industry Research Foundation per poi trasferirsi al Leicester Biocentre e poi, nel 1990, alla Delta Biotechnology, un'azienda biofarmaceutica di Nottingham. Nel 1994, la Gilbert è rientrata nel mondo accademico, unendosi al laboratorio di Adrian V. S. Hill, all'Università di Oxford, dove all'inizio si occupò di ricerche inerenti alle interazioni ospite-parassita nella malaria e dove, nel 2004 è stata nominata lettrice di vaccinologia. Nel 2010 è diventata professoressa presso il Jenner Institute, un istituto di ricerca costituito nel novembre 2005 attraverso una partnership tra l'Università di Oxford e l'Istituto britannico per la salute animale, dove, grazie al supporto del Wellcome Trust ha anche iniziato a lavorare alla progettazione e alla creazione di nuove vaccinazioni antinfluenzali. In particolare, il suo lavoro di ricerca comprendeva lo sviluppo e i test preclinici delle vaccinazioni virali che incorporano una proteina patogena all'interno di un virus sicuro. Scopo di tali vaccinazioni è quello di indurre una risposta da parte dei linfociti T che può essere utilizzata non solo contro malattie virali ma anche contro alcune forme di cancro.

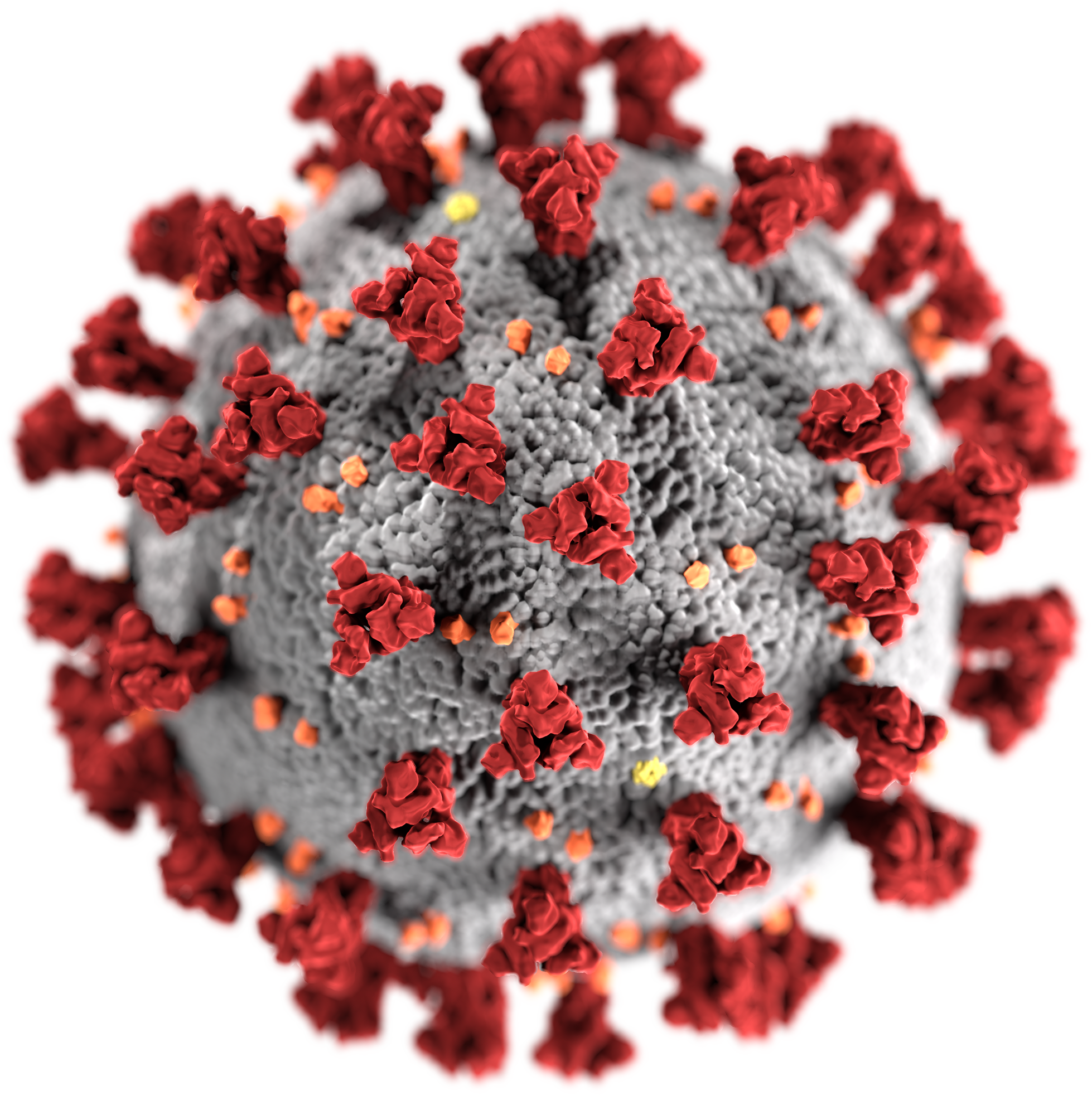
Rappresentazione grafica del virus SARS-CoV-2 creata dal Centers for Disease Control and Prevention, che rivela la morfologia ultrastrutturale esibita da questo coronavirus.

La dottoressa Gilbert è stata coinvolta nello sviluppo e nella sperimentazione di un vaccino universale contro l'influenza. A differenza delle vaccinazioni convenzionali, tale vaccino non puntava a stimolare la produzione di anticorpi ma ad attivare il linfociti T contro una delle proteine principali (nucleoproteina e proteina M1) sita all'interno dell'Influenzavirus A. Tale vaccino avrebbe come vantaggio il fatto di non dover essere ripetuto annualmente, come accade con un vaccino antinfluenzale diretto verso le proteine situate all'esterno del virus e che mutano stagionalmente. La sperimentazione è partita nel 2008 con il monitoraggio quotidiano dei sintomi dei pazienti.
Nel 2016, sempre assieme a Adrian V. S. Hill, Gilbert fonda la Vaccitech, azienda attiva nello sviluppo di vaccini e immunoterapie per malattie infettive e cancro, come l'epatite B, l'HPV e il cancro alla prostata, dove porta avanti le sue ricerche dimostrando che il vettore adenovirale ChAdOx1 può essere utilizzato per effettuare vaccinazioni che proteggono dalla sindrome respiratoria mediorientale da coronavirus, comunemente nota come MERS nei topi e capaci di indurre una risposta immunitaria contro la MERS negli esseri umani. Lo stesso vettore è stato anche utilizzato per creare un vaccino contro l'infezione da virus Nipah che si è rivelato efficace nei criceti ma che non è mai stato sperimentato su esseri umani.
A partire dall'inizio del 2020, con l'affacciarsi della pandemia di COVID-19, la dottoressa Gilbert è stata coinvolta nello sviluppo di una nuova vaccinazione per proteggere dall'infezione da SARS-CoV-2, coordinando e dirigendo un team di ricerca assieme a Andrew Pollard, Teresa Lambe, Sandy Douglas, Catherine Green e Adrian V. S. Hill. Anche in questo caso, il vaccino ideato dal team di Gilbert fa uso di un vettore adenovirale che stimola una risposta immunitaria contro la proteina spike del SARS-CoV-2. A partire da marzo 2020 sono stati annunciati i piani per iniziare gli studi sugli animali mentre il 27 marzo è iniziato il reclutamento di un totale di 510 esseri umani per uno studio di fase I / II. Nel settembre 2020, mentre erano in corso studi di fase III, la Gilbert ha annunciato che il vaccino, noto in codice come AZD1222 e commercializzato come Vaxzevria, era in produzione da parte di AstraZeneca.
Dopo essere salita agli onori delle cronache per la progettazione e la realizzazione di tale vaccino, il cui utilizzo è stato approvato il 30 dicembre 2020 nel Regno Unito e in seguito in diversi altri paesi, Sarah Gilbert è stata oggetto di grande attenzione da parte dei mass media, tanto da essere inserita nella serie televisiva della BBC 100 Women.
Il 5 marzo 2021, in occasione del Rosalind Franklin Lecture, un evento annuale tenuto dalla Humanists UK, è stata insignita della medaglia Rosalind Franklin: In tale occasione la dottoressa Gilbert ha tenuto una conferenza intitolata Racing against the virus, una dettagliata storia della scienza della vaccinazione e il racconto del percorso che ha portato alla realizzazione del "vaccino anti COVID-19 AstraZeneca".

## Onorificenze

### Onorificenze straniere
Curiosità
- L'entusiasmo nei confronti della dottoressa ha portato la Mattel a realizzare una bambola Barbie con le sue fattezze.[26]